# 諮議參軍
諮議參軍為台灣明鄭時期的最高行政官員，統領六官。僅陳永華担任过此职。

## 介紹
參軍府設於王城東邊旁鄰，方便諮商晉見。參軍府所轄官吏，除了六官之外，尚有察言司以及儲賢館等，六官之下設協理，協理下則設都事。明鄭永曆二十八年（1674年），鄭經西征清朝，設東寧總制總制東寧軍務，並由身兼諮議參軍的陳永華擔任此職。鄭經與陳永華逝世後，世子鄭克臧於東寧之變中被殺害，由外戚馮錫範掌權，以侍衛鎮統領六官，未有人接替諮議參軍之職。

## 外部連結
- 諮議參軍 - 台灣大百科全書 （页面存档备份，存于）